# Headland Patent Electric Storage Battery Company
Headland Patent Electric Storage Battery Company Ltd. war ein britischer Hersteller von Batterien und Automobilen.

## Unternehmensgeschichte
Das Unternehmen aus dem Londoner Stadtteil Leyton stellte Batterien her. Zwischen 1897 und 1900 entstanden auch Automobile. Der Markenname lautete Headland.

## Fahrzeuge
Es handelte sich um Elektroautos. Zur Wahl standen Modelle mit Heckantrieb und solche mit Frontantrieb.
Die Allgemeine Motorwagen-Gesellschaft aus Berlin stellte auf der Motorwagen-Ausstellung, die von 17. bis zum 24. September 1898 in Düsseldorf stattfand, einen dreisitzigen Brougham von Headland aus. Der vorne montierte Elektromotor leistete 3 PS und trieb die Vorderachse an. Die Akkumulatoren befanden sich im Heck des Fahrzeugs. Sie wogen 670 kg, das Komplettfahrzeug 1680 kg.